# Karl Georg Negenborn
Karl Georg Negenborn (* 17. Januar 1863 in Klonau, Kreis Osterode in Ostpreußen; † 3. Februar 1925 in Liegnitz) war ein deutscher Verwaltungsjurist und politischer Schriftsteller.

## Leben
Karl Georg Negenborn studierte an der Albert-Ludwigs-Universität Freiburg Rechtswissenschaft und Staatswissenschaften. 1884 wurde er im Corps Hasso-Borussia Freiburg recipiert. Als Inaktiver wechselte er an die Friedrich-Wilhelms-Universität zu Berlin. Nach dem Studium und der Promotion zum Dr. iur. trat er in den preußischen Staatsdienst ein. Er absolvierte das Regierungsreferendariat bei der Regierung in Minden und bestand 1892 die Prüfung als Regierungsassessor. 1910 war er Regierungsrat in Oppeln. Er war 1917 Oberregierungsrat und zuletzt Regierungsdirektor in Liegnitz. Dort war er Direktor des Oberversicherungsamts und des Militärversorgungsgerichts.
Negenborn saß nach einer Nachwahl am 22. November 1917 als Abgeordneter des Wahlkreises Liegnitz 3 (Glogau, Lüben) im Preußischen Abgeordnetenhaus, wo er der Fraktion der Konservativen Partei angehörte. Er saß 1919–1921 in der Preußischen Landesversammlung und anschließend bis zu seinem Tod im Preußischen Landtag. Ab 1919 war er Mitglied der Deutschnationalen Volkspartei. Er gehörte zu den Gründern der Vereinigung für staatsbürgerliche Bildung und Erziehung und war  Verfasser politischer Schriften.

## Schriften
- Der Deutsche als Staatsbürger, 1908.
- Unsere Feinde und wir, 1917.
- Deutschland als Staat im Vergleich zu anderen Ländern, 1917.
- Preußen und Deutschland, 1917.
- Vom Leben und Kämpfen der Staaten und Völker : Eine Staatslehre für deutsche Feldsoldaten, 1918.
- Aus der Werkstatt Severings, 1924.